# 上海江南造船厂
上海江南造船厂为中国船舶工业集团公司下属的的船舶修造企业，成立于2008年。
2008年，江南造船集团从上海市高雄路2号整体搬迁入上海长兴岛，拆分出一小部分搬入吴淞口黄浦江西岸的逸仙路3901号（原东海船厂），即为现今的上海江南造船厂。工厂占地面积23万平方米，码头岸线600米，主要设施为2000吨级垂直升船机和多轨道平移式船台、3000吨级船坞。主营业务为民用工程船舶。

## 船厂内主要厂区可分为三大部分
- 1. 民用船只制造、改造和维修区
- 2. 军舰制造、改造和维修区
- 3. 核心人员宿舍区[2]